# Olympische Sommerspiele 2012/Teilnehmer (Puerto Rico)
| Gelbes Symbol für Goldmedaillen mit stilisierten Olympischen Ringen | Graues Symbol für Silbermedaillen mit stilisierten Olympischen Ringen | Braundes Symbol für Bronzemedaillen mit stilisierten Olympischen Ringen |
| ------------------------------------------------------------------- | --------------------------------------------------------------------- | ----------------------------------------------------------------------- |
| —                                                                   | 1                                                                     | 1                                                                       |

Puerto Rico nahm in London an den Olympischen Spielen 2012 teil. Es war die insgesamt 17. Teilnahme an Olympischen Sommerspielen. Das Comité Olímpico de Puerto Rico nominierte 24 Athleten in acht Sportarten.
Fahnenträger bei der Eröffnungsfeier war der Leichtathlet Javier Culson.

## Teilnehmer nach Sportarten

### Boxen
| Athleten         | Wettbewerb                   | 1. Runde            | 1. Runde | Achtelfinale          | Achtelfinale  | Viertelfinale       | Viertelfinale | Halbfinale    | Halbfinale    | Finale        | Finale        | Rang |
| Athleten         | Wettbewerb                   | Gegner              | Ergebnis | Gegner                | Ergebnis      | Gegner              | Ergebnis      | Gegner        | Ergebnis      | Gegner        | Ergebnis      | Rang |
| ---------------- | ---------------------------- | ------------------- | -------- | --------------------- | ------------- | ------------------- | ------------- | ------------- | ------------- | ------------- | ------------- | ---- |
| Männer           |                              |                     |          |                       |               |                     |               |               |               |               |               |      |
| Jantony Ortiz    | Halbfliegengewicht bis 49 kg | Tetteh Sulemanu     | 20:6     | David Hajrapetjan     | 13:15         | ausgeschieden       | ausgeschieden | ausgeschieden | ausgeschieden | ausgeschieden | ausgeschieden | 9    |
| Jeyvier Cintrón  | Fliegengewicht bis 52 kg     | Oteng Oteng         | 14:12    | Juliao Henriques Neto | 18:13         | Michail Alojan      | 13:23         | ausgeschieden | ausgeschieden | ausgeschieden | ausgeschieden | 5    |
| Félix Verdejo    | Leichtgewicht bis 60 kg      | Juan Huertas Garcia | 11:5     | Ahmed Mejri           | 16:7          | Wassyl Lomatschenko | 9:14          | ausgeschieden | ausgeschieden | ausgeschieden | ausgeschieden | 5    |
| Francisco Vargas | Halbweltergewicht bis 64 kg  | Anthony Yigit       | 9:13     | ausgeschieden         | ausgeschieden | ausgeschieden       | ausgeschieden | ausgeschieden | ausgeschieden | ausgeschieden | ausgeschieden | –    |
| Enrique Collazo  | Mittelgewicht bis 75 kg      | Stefan Härtel       | 10:18    | ausgeschieden         | ausgeschieden | ausgeschieden       | ausgeschieden | ausgeschieden | ausgeschieden | ausgeschieden | ausgeschieden | –    |

### Gewichtheben
| Athleten    | Wettbewerb       | Reißen  | Reißen | Stoßen  | Stoßen | Zweikampf | Zweikampf | Rang |
| Athleten    | Wettbewerb       | Gewicht | Rang   | Gewicht | Rang   | Gewicht   | Rang      | Rang |
| ----------- | ---------------- | ------- | ------ | ------- | ------ | --------- | --------- | ---- |
| Frauen      |                  |         |        |         |        |           |           |      |
| Lely Burgos | Klasse bis 48 kg | 65 kg   | 11     | 92 kg   | 10     | 157 kg    | 11        | 11   |

### Leichtathletik
Laufen und Gehen
| Athleten        | Wettbewerb       | Vorlauf     | Vorlauf    | Halbfinale    | Halbfinale    | Finale        | Finale        | Rang   |
| Athleten        | Wettbewerb       | Zeit        | Rang       | Zeit          | Rang          | Zeit          | Rang          | Rang   |
| --------------- | ---------------- | ----------- | ---------- | ------------- | ------------- | ------------- | ------------- | ------ |
| Frauen          |                  |             |            |               |               |               |               |        |
| Carol Rodríguez | 400 m            | 52,19 s     | 2          | 52,08 s       | 6             | ausgeschieden | ausgeschieden | 17     |
| Beverly Ramos   | 3000 m Hindernis | 9:55,26 min | 9          | –             | –             | ausgeschieden | ausgeschieden | 35     |
| Männer          |                  |             |            |               |               |               |               |        |
| Miguel López    | 100 m            | 10,31 s     | 5          | ausgeschieden | ausgeschieden | ausgeschieden | ausgeschieden | 34     |
| Wesley Vázquez  | 800 m            | 1:46,45 min | 5          | ausgeschieden | ausgeschieden | ausgeschieden | ausgeschieden | 19     |
| Samuel Vázquez  | 1500 m           | 3:49,19 min | 14         | ausgeschieden | ausgeschieden | ausgeschieden | ausgeschieden | 40     |
| Héctor Cotto    | 110 m Hürden     | 14,08 s     | 8          | ausgeschieden | ausgeschieden | ausgeschieden | ausgeschieden | 42     |
| Enrique Llanos  | 110 m Hürden     | aufgegeben  | aufgegeben | ausgeschieden | ausgeschieden | ausgeschieden | ausgeschieden | –      |
| Erick Alejandro | 400 m Hürden     | 49,39 s     | 4          | 49,15 s       | 7             | ausgeschieden | ausgeschieden | 12     |
| Javier Culson   | 400 m Hürden     | 48,33 s     | 1          | 47,93 s       | 1             | 48,10 s       | 3             | Bronze |
| Jamel Mason     | 400 m Hürden     | 49,89 s     | 5          | ausgeschieden | ausgeschieden | ausgeschieden | ausgeschieden | 24     |

### Judo
| Athleten       | Wettbewerb        | 1. Runde          | 1. Runde | Achtelfinale          | Achtelfinale | Viertelfinale | Viertelfinale | Hoffnungsrunde Halbfinale | Hoffnungsrunde Halbfinale | Halbfinale    | Halbfinale    | Hoffnungsrunde Finale | Hoffnungsrunde Finale | Finale        | Finale        | Rang |
| Athleten       | Wettbewerb        | Gegner            | Ergebnis | Gegner                | Ergebnis     | Gegner        | Ergebnis      | Gegner                    | Ergebnis                  | Gegner        | Ergebnis      | Gegner                | Ergebnis              | Gegner        | Ergebnis      | Rang |
| -------------- | ----------------- | ----------------- | -------- | --------------------- | ------------ | ------------- | ------------- | ------------------------- | ------------------------- | ------------- | ------------- | --------------------- | --------------------- | ------------- | ------------- | ---- |
| Frauen         |                   |                   |          |                       |              |               |               |                           |                           |               |               |                       |                       |               |               |      |
| Melissa Mojica | Klasse über 78 kg | Wojdan Shaherkani | 100-000  | Jelena Iwaschtschenko | 000-101      | ausgeschieden | ausgeschieden | ausgeschieden             | ausgeschieden             | ausgeschieden | ausgeschieden | ausgeschieden         | ausgeschieden         | ausgeschieden | ausgeschieden | 9    |

### Ringen
| Athleten        | Wettbewerb       | 1. Runde        | 1. Runde | Achtelfinale      | Achtelfinale  | Viertelfinale       | Viertelfinale | Halbfinale      | Halbfinale    | Hoffnungsrunde Viertelfinale | Hoffnungsrunde Viertelfinale | Hoffnungsrunde Halbfinale | Hoffnungsrunde Halbfinale | Hoffnungsrunde Finale | Hoffnungsrunde Finale | Finale          | Finale        | Rang   |
| Athleten        | Wettbewerb       | Gegner          | Ergebnis | Gegner            | Ergebnis      | Gegner              | Ergebnis      | Gegner          | Ergebnis      | Gegner                       | Ergebnis                     | Gegner                    | Ergebnis                  | Gegner                | Ergebnis              | Gegner          | Ergebnis      | Rang   |
| --------------- | ---------------- | --------------- | -------- | ----------------- | ------------- | ------------------- | ------------- | --------------- | ------------- | ---------------------------- | ---------------------------- | ------------------------- | ------------------------- | --------------------- | --------------------- | --------------- | ------------- | ------ |
| Freistil Männer |                  |                 |          |                   |               |                     |               |                 |               |                              |                              |                           |                           |                       |                       |                 |               |        |
| Franklin Gómez  | Klasse bis 60 kg | Bessik Kuduchow | 1:3      | ausgeschieden     | ausgeschieden | ausgeschieden       | ausgeschieden | ausgeschieden   | ausgeschieden | Yogeshwar Dutt               | 0:3                          | ausgeschieden             | ausgeschieden             | ausgeschieden         | ausgeschieden         | ausgeschieden   | ausgeschieden | 15     |
| Francisco Soler | Klasse bis 74 kg | Freilos         | Freilos  | Jordan Burroughs  | 0:3           | ausgeschieden       | ausgeschieden | ausgeschieden   | ausgeschieden | –                            | –                            | Matthew Gentry            | 0:3                       | ausgeschieden         | ausgeschieden         | ausgeschieden   | ausgeschieden | 19     |
| Jaime Espinal   | Klasse bis 84 kg | Freilos         | Freilos  | Andrew Adibo Dick | 3:1           | Dato Marsagischwili | 3:1           | Soslan Gattsiev | 3:1           | –                            | –                            | –                         | –                         | –                     | –                     | Sharif Sharifov | 1:3           | Silber |

### Schießen
| Athleten    | Wettbewerb | Qualifikation | Qualifikation | Finale        | Finale        | Ringe | Rang |
| Athleten    | Wettbewerb | Ringe         | Rang          | Ringe         | Rang          | Ringe | Rang |
| ----------- | ---------- | ------------- | ------------- | ------------- | ------------- | ----- | ---- |
| Männer      |            |               |               |               |               |       |      |
| José Torres | Doppeltrap | 127           | 21            | ausgeschieden | ausgeschieden | 127   | 21   |

### Schwimmen
| Athleten       | Wettbewerb    | Vorlauf | Vorlauf | Halbfinale    | Halbfinale    | Finale        | Finale        | Rang |
| Athleten       | Wettbewerb    | Zeit    | Rang    | Zeit          | Rang          | Zeit          | Rang          | Rang |
| -------------- | ------------- | ------- | ------- | ------------- | ------------- | ------------- | ------------- | ---- |
| Frauen         |               |         |         |               |               |               |               |      |
| Vanessa García | 50 m Freistil | 25,58 s | 4       | ausgeschieden | ausgeschieden | ausgeschieden | ausgeschieden | 29   |

### Turnen

#### Gerätturnen
| Athleten        | Wettbewerb       | Qualifikation | Qualifikation | Finale        | Finale        | Rang |
| Athleten        | Wettbewerb       | Punkte        | Rang          | Punkte        | Rang          | Rang |
| --------------- | ---------------- | ------------- | ------------- | ------------- | ------------- | ---- |
| Frauen          |                  |               |               |               |               |      |
| Lorena Quiñones | Mehrkampf Einzel | 49.065        | 54            | ausgeschieden | ausgeschieden | 54   |
| Männer          |                  |               |               |               |               |      |
| Tommy Ramos     | Ringe            | 15.500        | 6             | 15.600        | 6             | 6    |